# 卡塔·科尔
卡塔利娜·托玛丝·「卡塔」·科尔·柳奇（西班牙語：Catalina Tomàs "Cata" Coll Lluch；2001年4月23日—），西班牙女子职业足球运动员，司职守门员，目前效力于巴塞罗那足球俱乐部和西班牙国家女子足球队。2023年，她代表西班牙参加国际足联女子世界杯并夺得冠军。2024年，她代表西班牙参与夏季奥林匹克运动会女子足球比赛。